# Sagrada Família
Sagrada Família, (katalanska: "Heliga familjen") fullständigt namn Temple Expiatori de la Sagrada Família, (''Heliga Familjens Botgöringstempel'') är en romersk-katolsk mindre basilika belägen i utkanten av centrala Barcelona i Katalonien, Spanien. Byggandet av basilikan började 1882 och den är ännu ej färdigbyggd.  
Arkitekt och ursprunglig skapare till bygget var Antoni Gaudí. Den 7 november 2010 hölls den officiella invigningen av kyrkan när påve Benedictus XVI konsekrerade Sagrada Família.
Kyrkan som ägs av en privat katolsk stiftelse var 2015 fortfarande långt ifrån färdigbyggd, och bland annat återstod byggandet av det centrala kyrktornet (172,50 meter högt). Ännu vid början av 2020 kvarstod 2026 (100 år efter Gaudís död) som planerat slutår för bygget.
Kyrkobygget är Spaniens största turistmål och lockar årligen nära 5 miljoner turister.

## Historia

### Bakgrund
Initiativet till att bygga Sagrada Família togs av bokhandlaren Josep Maria Bocabella som 1866 grundat den religiösa sammanslutningen la Asociación Espiritual de Devotos de San José, ägnad åt Josef från Nasaret. Detta skedde mot bakgrund av politiska omvälvningar både i Spanien och kring Romersk-katolska kyrkan; i samband med Italiens enande kringskars påvens makt, medan man i Spanien utropade den första spanska republiken.
Efter att på sju års tid ha samlat in 150 000 pesetas i form av allmosor, köpte Bocabella 1881 in mark för att uppföra ett tempel tillägnat den heliga familjen. Arkitekten Francisco del Villar (vid tidpunkten stiftansvarig arkitekt i Barcelona) anlitades till att rita kyrkan, och han valde att rita kyrkan i nygotisk stil.

### del Villar och Gaudí
Efter att den första stenen lagts vid en ceremoni som sammanföll med Josefs helgondag den 19 mars 1882 kom själva byggandet igång först ett år senare. Redan efter några månader kom arkitekten dock i onåd med beställaren (Heliga Familjens trossamfund) av kyrkan angående finansieringen. Antoni Gaudí som både studerat och senare även arbetat under Francisco del Villar övertog arbetet i slutet av 1883, och ägnade återstoden av sitt liv åt att konstruera kyrkan.
| Sagrada Família som kyrkan skulle ha sett ut om Francisco del Villars ritning färdigställts. |  | Sagrada Famílias slutliga gestaltning efter att Antoni Gaudí valt att rita om hela kyrkan. Vy från väster. |
| Sagrada Família som kyrkan skulle ha sett ut om Francisco del Villars ritning färdigställts. |  | Sagrada Famílias slutliga gestaltning efter att Antoni Gaudí valt att rita om hela kyrkan. Vy från väster. |

Till en början var de ekonomiska medlen mycket begränsade vilket var en av huvudorsakerna till att Gaudí fick överta ansvaret för uppförandet av kyrkan, Francisco del Villar menade att det inte var möjligt att genomföra bygget utan större ekonomiska medel. År 1885 invigdes det första kapellet, finansierat med en privat donation på 10 000 pesetas. Vid invigningen erbjöd sig en anonym kvinna att donera pengar till uppförande av ytterligare ett kapell, tillägnat helgonet Elisabet av Ungern. Gaudí vägrade ta emot donationen då denna inte hade någon koppling till den heliga familjen, men uppmanade kvinnan att ha stiftelsen i åtanke när hon själv inte längre behövde sina pengar. År 1889 donerades 1 miljon pesetas ur dödsboet från den anonyma kvinnan. Den enorma summan pengar uppmuntrade stiftelsen att ändra på planerna till kyrkan och Gaudí uppmanades att skissa på en mycket mer ambitiös konstruktion. Pengarna som donerades skulle komma att finansiera byggandet av kyrkan i över 10 års tid och var helt avgörande för att ge Gaudí möjligheten att fortsätta skapa byggnaden.
Gaudí började med att rita om hela kyrkan och valde att utgå från naturalismen och jugendarkitekturens ideal (se även modernisme). Han inspirerades också av den taggiga profilen hos Montserratmassivet väster om Barcelona. Eftersom grunden till Francisco del Villar kyrka redan var påbörjad utgick Gaudí från denna när han skissade på en mycket större och ambitiösare konstruktion. Totalt gjorde Antoni Gaudí tre genomgripande revisioner på sin ritning innan han kom fram till den definitiva utformningen. Gaudí var dock bunden av att kryptan redan var byggd, vilket innebar att en traditionell placering med koret mot öster (och Jerusalem) inte var möjlig. Bygget startades också i samband med att den strikt rätvinkliga layouten i stadsutvidgningen Eixample lades ut.

### Fortsatt bygge

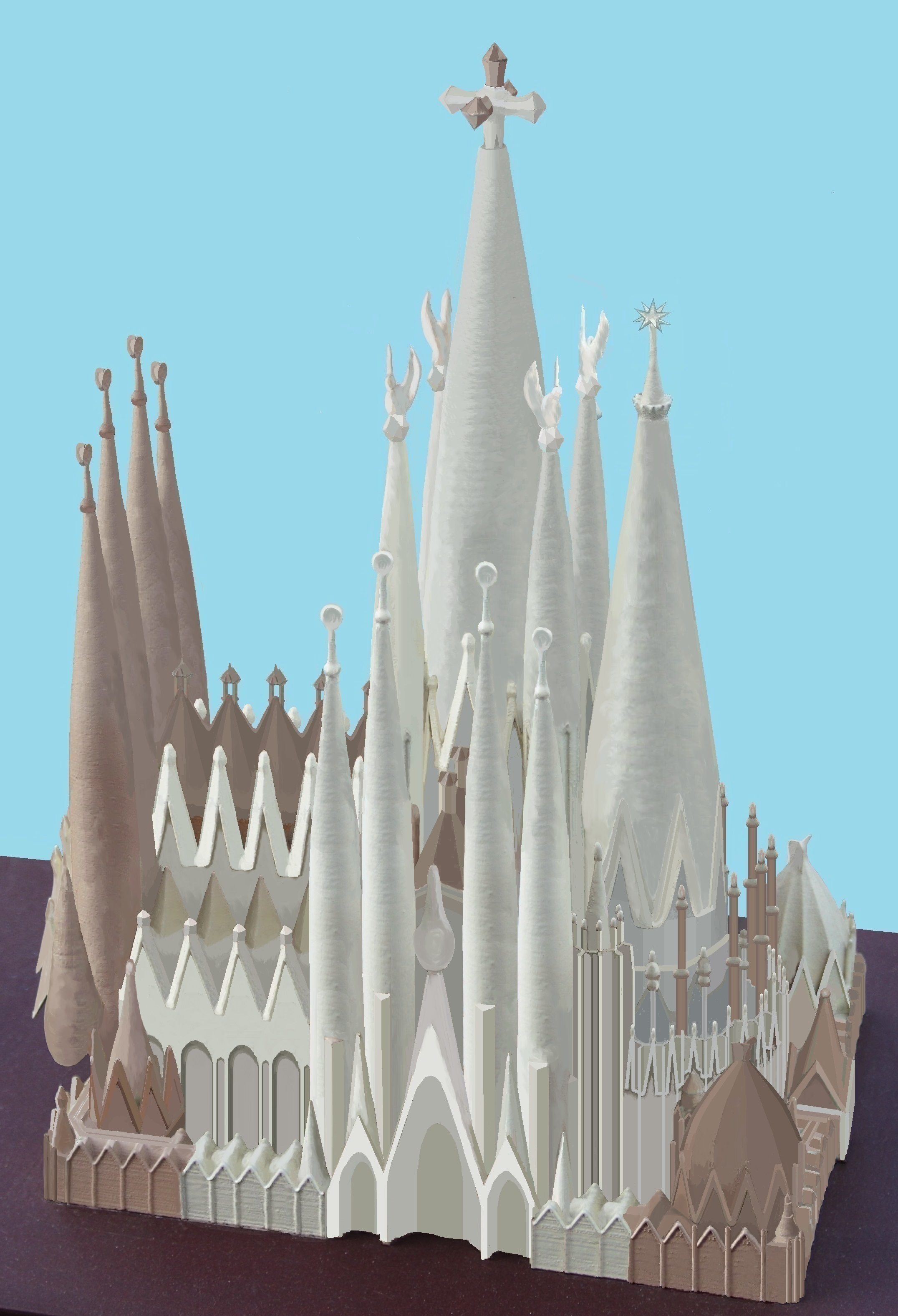
Modell från 2025 över den färdiga kyrkan, med då icke färdigställda delar i brunt. Vy från öster.

År 1890 presenterade Antoni Gaudí den första ritningen på kyrkan, och ett år senare därpå påbörjades byggandet av Födelsefasaden (katalanska: Façada del Naixement). Gaudí, väl medveten om att kyrkobygget skulle pågå långt efter hans egen död, valde att koncentrera alla resurser på att färdigställa Födelsefasaden, som han menade skulle fungera som mall åt efterföljande arkitekter. Under tiden Födelsefasaden restes tillbringade Gaudí en stor del av sin tid med att efterforska hur han skulle lösa de många konstruktionsproblem han ställdes inför.
Denna efterforskning som ofta gjordes i samband med hans andra arkitektuppdrag vid Parc Güell och Colonia Güell-kyrkan var enligt honom själv helt avgörande för att han skulle våga sig på den geometriskt mycket komplicerade arkitekturen som han slutligen valde för Sagrada Família. Först 1923, 40 år efter att han tagit på sig uppdraget att bygga kyrkan, publicerades beräkningarna som hela kyrkans geometri bygger på, och i slutet av 1980-talet kunde man med hjälp av superdatorer fastställa att beräkningarna var exakta.
Med Sagrada Família ville Gaudí skapa en kyrka där han med en ny arkitektur baserad på icke-euklidisk geometri skulle lösa vad han ansåg var brister och begränsningar den medeltida gotiska arkitekturen stod för. Han menade bland annat att de stora medeltida katedralerna inte klarade av att stå upp själva utan hjälp av kryckor. Rent praktiskt skulle han lösa detta genom att hela kyrkan konstruerades som en självbärande byggnad, och med hjälp av reglerade ytor ville han ge kyrkobyggnaden mer rymd, ljus och funktion. Detta skulle ske via en syntes av hans arkitektoniska kunskaper kombinerade med en komplex symbolism och visuella uttryck av trosmysterium.

### Färdigställande
År 2010 var planen att färdigställa kyrkan till 2026, 100 år sedan Gaudí avled, och den planen kvarstod ännu i början av år 2020. Tidsplanen är dock omdiskuterad, och kyrkans färdigställande är bland annat beroende av att Barcelonas kommun exproprierar de fastigheter som är konstruerade mitt emot kyrkans ännu ej påbörjade huvudfasad i sydöst. Det skulle innebära en utbyggnad ut över Carrer de Mallorca.
Den i ett modernt perspektiv mycket långa byggtiden beror till stor del på att de enda tillgängliga medlen utgörs av privata donationer i kombination med inträdesavgifterna (som av stiftelsen betraktas som donationer); inga andra former av finansiering tillåts. Gaudí själv var av åsikten att byggandet skulle pågå under flera hundra år (inte helt olikt många gotiska katedraler). I takt med att turismen i Barcelona ökat kraftigt, har donationerna till stiftelsen som bygger kyrkan ökat så mycket att bygghastigheten inte längre är begränsas av bristen på ekonomiska medel, något som tidigare var fallet.
På senare år har arbetet koncentrerats till att bygga de sex centrala tornen,  där fyra är tillägnade de fyra apostlarna och ett vardera åt jungfru Maria och Jesus Kristus.
År 2019 gavs bygget av kyrkan äntligen bygglov. Gaudí ska 1885 ha skickat in ansökan om bygglov för kyrkan till berörd myndighet men inte fått svar. Det något försenade bygglovet 2019 kom dock som en bekräftelse av kyrkans faktiska status och inför avslutningen av det omfattande byggprojektet.

## Exteriör

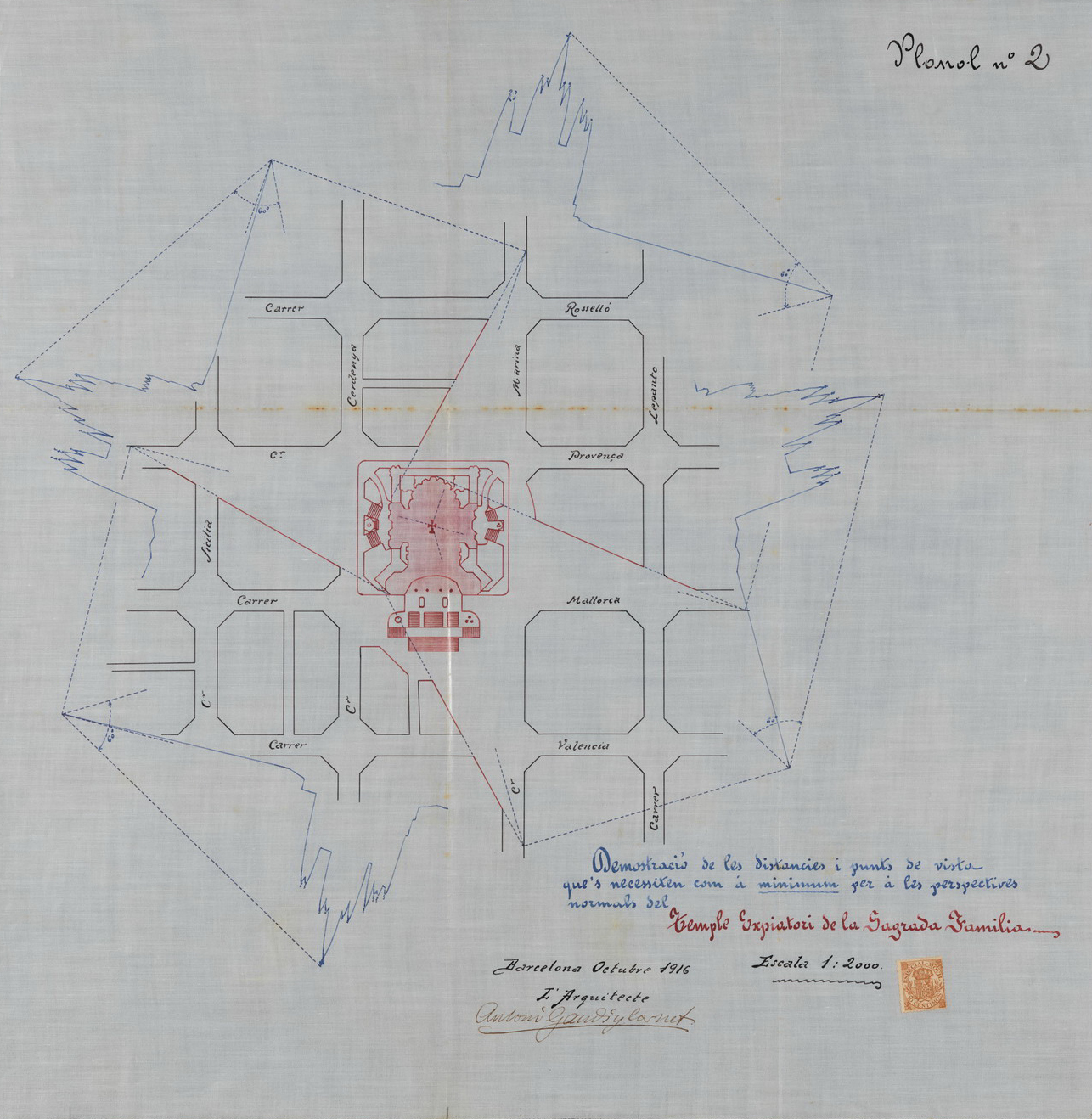
Gaudís ej godkända förslag till kvartersutformning runt Sagrada Família (1916). Nordväst är uppåt på kartan.

### Läge
Sagrada Família upptar för närvarande ett kvarter i det strikt rätvinkliga Eixample. Kvarteret är beläget mellan Carrer de Provença i nordväst (bortom absiden) och Carrer de Mallorca i sydöst (vid den ännu ej påbörjade Ärofasaden). Vid båda sidofasaderna löper Carrer de la Marina (vid Födelsefasaden) i nordöst och Carrer de Sardenya i sydväst (vid Passionsfasaden).
Två av de angränsande kvarteren är parker med anknytning till Sagrada Família. I sydväst finns den trädbevuxna Plaça de la Sagrada Família, och i nordöst Plaça Gaudí med en damm i mitten och ett långsmallt bostadsblock längst mot nordöst.
Det rätvinkliga gatumönstret bryts genom Avinguda de Gaudí, som löper rakt norrut och rakt genom fyra av de kvadratiska Eixample-kvarteren. Avenyn avslutas vid byggnadskomplexet vid det gamla centralsjukhuset i Barcelona – Hospital de la Santa Creu i Sant Pau. Denna gata är på sätt och vis en rest av Gaudís eget ursprungliga kvartersförslag, där ett antal av de omkringliggande kvarteren skulle skäras upp i ett stjärnliknande mönster för att ge bättre vyer runt det monumentala kyrkobygget.
Den ännu ej påbörjade Ärofasaden ska vetta direkt ut mot Carrer de Mallorca. Om befintlig gatusträckning bibehålls kommer ingången till kyrkan att ske via en bro över gatan, och på andra sidan bron kommer en större portal att anläggas på platsen för ett nuvarande bostadshus. Minst 3 000 boende i det kvarteret kommer att behöva flytta.

### Form och konstruktion

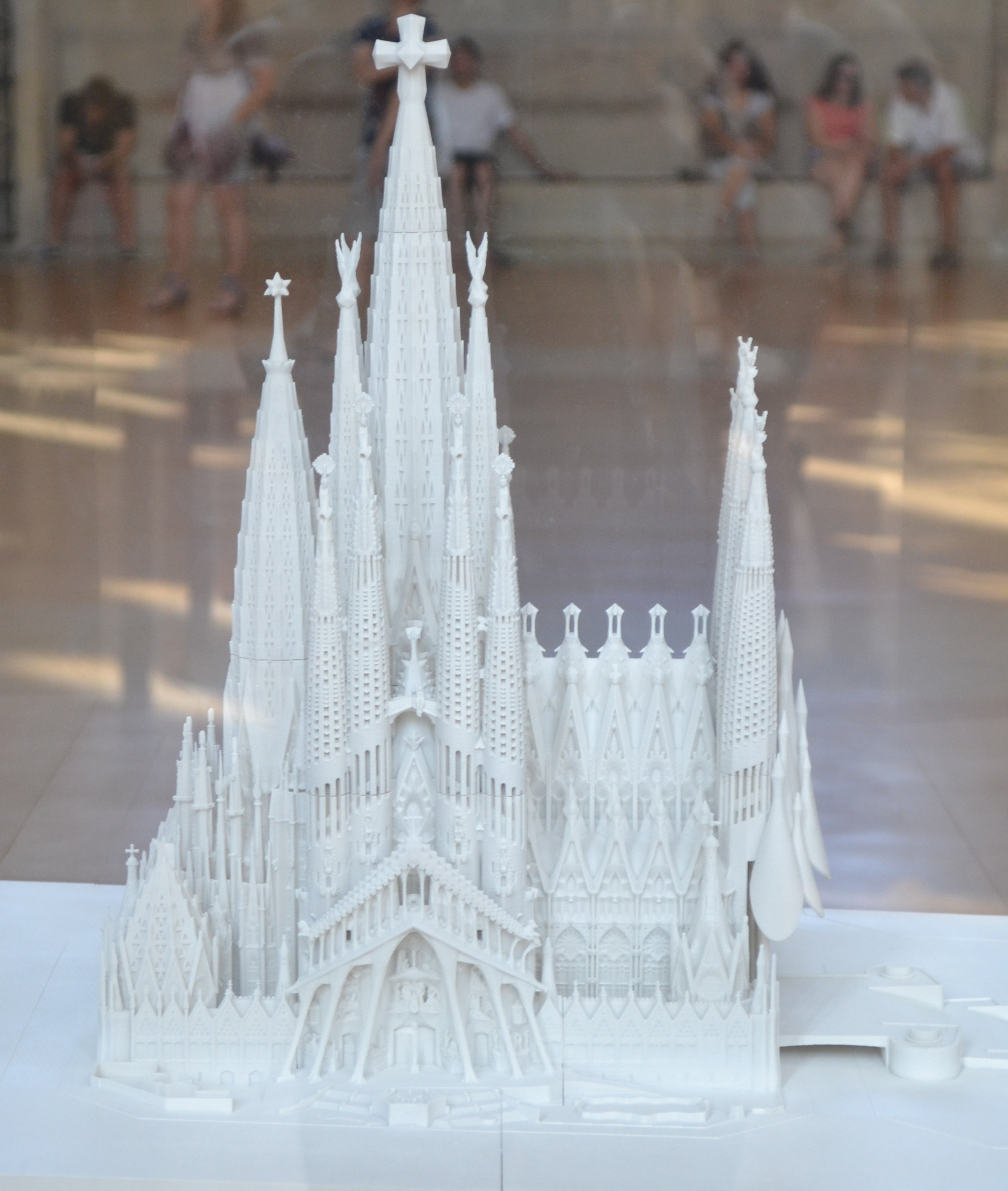
Modell över den färdiga kyrkan. Notera bron vid Ärofasaden till höger, ut över nuvarande Carrer de Mallorca.

Sagrada Família är en femskeppig basilika byggd efter den latinska korsplanen. När Antoni Gaudí tog över ansvaret för kyrkan valde han att bygga den på höjden. Den nya ritningen han presenterade hade 18 torn av varierande höjd där det högsta tornet får en höjd av 172,50 meter. Tornen symboliserar de tolv apostlarna, de fyra evangelisterna, jungfru Maria och Jesus Kristus. Gaudí designade kyrkan med en självbärande konstruktion där det horisontella trycket leds in i byggnaden och ner i marken med hjälp av lutande pelare. Detta gjordes för att undvika gotikens strävkonstruktioner som Gaudí ansåg inverkade negativt i gotiska kyrkobyggnader, bland annat genom att blockera ljusinsläppet.
Exteriören som huvudsakligen utgörs av tre fasader med fyra torn vardera fick en mer praktisk användning genom att skulptera in berättelser från Bibeln direkt i fasaderna, i öst den av Gaudí uppförda Födelsefasaden som behandlar Jesu födelse och de gudomliga dygderna, i söder den ännu ej påbörjade Ärofasaden (katalanska: Façana de la Glòria) som behandlar vägen till gud samt i väst Passionsfasaden (katalanska: Façana de la Passió) som behandlar Jesus lidande och människans frälsning. Den rikt dekorerade Födelsefasaden färdigställdes 1930 och är den som tydligast uppvisar Gaudís inflytande.
Den senare gjorda Passionsfasaden på motsatt sida har en betydligt striktare utformning med rena, raka linjer. Ärofasaden som blir den sista att uppföras kommer att bli den största av kyrkans fasader och inkluderar bland annat en stor trappa; den kan dock inte färdigställas innan fastigheterna i kvarteret mitt emot först rivits. Runt kyrkan skall en klostergång uppföras; den är dock inte ämnad för några nunnor eller munkar utan Gaudí inkorporerade den i ritningen för att ge byggnaden bättre estetisk balans och samtidigt skapa en effektivt bullerdämpande barriär. Rent praktiskt är klostergången tänkt att fungera som ett ambulatorium där prästen skall leda kyrkobesökarna i procession under rosenkransbönen.

## Interiör

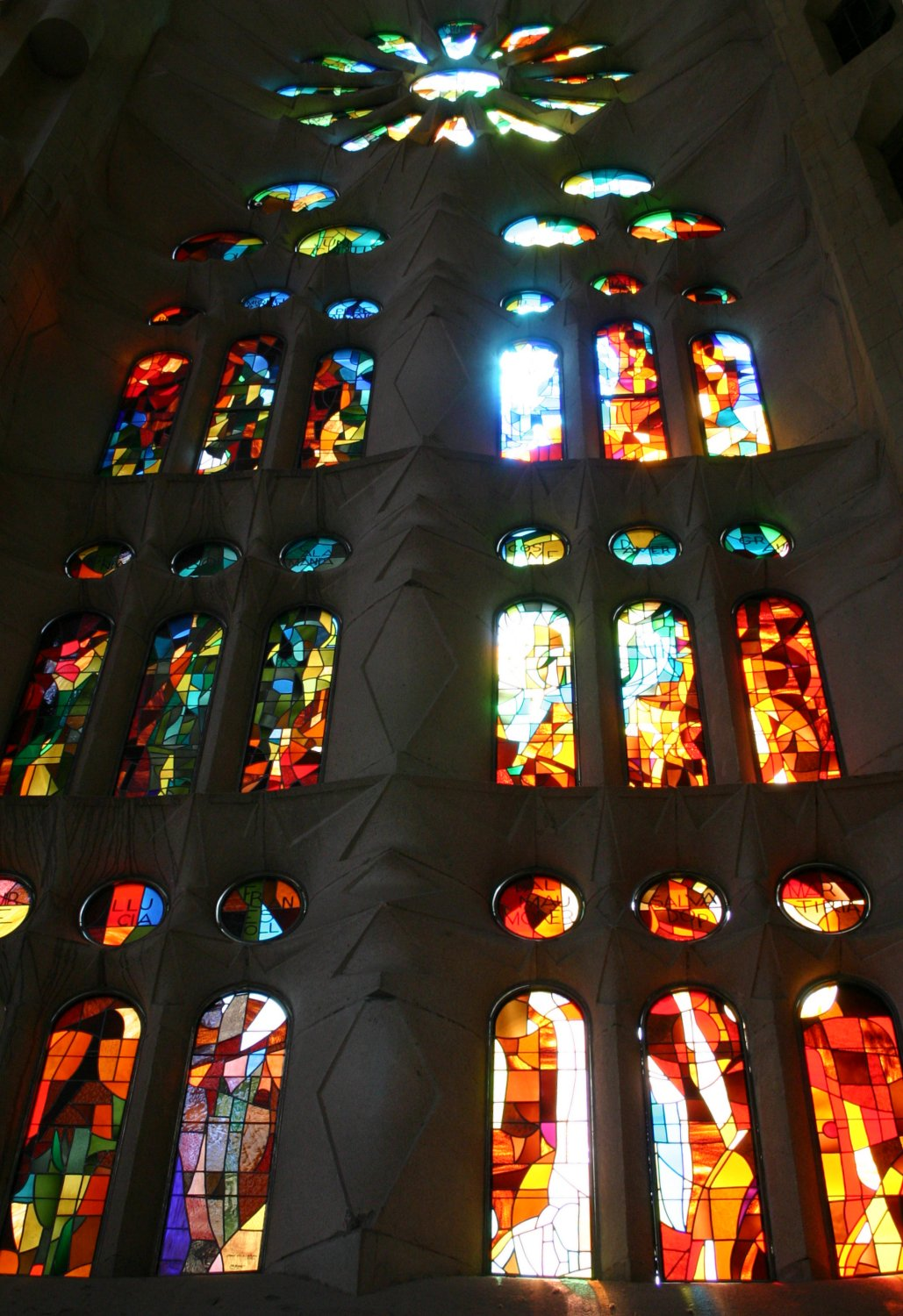
Efter Gaudís instruktioner är fönstren med minskande opacitet ju högre upp man kommer.

Basilikans interiör är uttänkt av Gaudí att efterlikna en typisk katalansk medelhavsskog, där pelarna skall efterlikna träd som förgrenar sig upp mot taket vilket är tänkt att föra tankarna till trädkronor. Ljusarmaturen som är infälld i takkonstruktionen är menad att efterlikna dagsljus som tränger igenom övervegetationen i en skog. Efter flera år av forskande kring geometri valde Gaudí att använda sig av reglerade ytor (hyperbolid, heliokoid och parabolid geometri) för att på så sätt skapa optimala förutsättningar för ljusspridningen i byggnaden.
I Sagrada Família ville Gaudí undvika den obalanserade och otillräckliga ljusspridning som han ansåg var ett stort problem i gotiska kyrkobyggnader, och han valde därför att designa alla ytor med ljusspridande funktion, bland annat runt fönster, med hyperbolisk geometri. Att han valde just hyperbolisk geometri skedde efter att han under flera år undersökt förhållandet mellan ljus och form. Till slut, efter många år av experimenterande, kom han fram till att om kyrkklockor med hyperbolisk geometri var optimala för ljudspridning i alla riktningar bör även samma regel gälla för ljusspridning. Han valde alltså att använda sig av kyrkklockor för att få fram den optimala geometriska formen för alla ljusspridande ytor i Sagrada Família.
Efter Gaudís instruktioner är fönstren med minskande opacitet ju högre upp man kommer. Allra högst upp är fönstren helt genomskinliga för att maximera ljusinsläppet.

### Orgel
Under 2010 installerade orgelbyggaren Blancafort Orgueners de Montserrat en 26-stämmig orgel fördelade på 2 manualer och pedal.

Disposition:
| Pedal C–f1 |                        |     |
| 1.         | Contrabaix (Kontrabas) | 16' |
| 2.         | Subbaix                | 16' |
| 3.         | Contres                | 8'  |
| 4.         | Baix (Bas)             | 8'  |
| 5.         | Coral                  | 4'  |
| 6.         | Fagot (Fagott)         | 16' |

| I Orgue Major C–g3 |                   |      |
| 7.                 | Flautat de cara   | 8'   |
| 8.                 | Flautat Harmònica | 8'   |
| 9.                 | Flautat Xemeneia  | 8'   |
| 10.                | Octava (Oktav)    | 4'   |
| 11.                | Dotzena           | 4'   |
| 12.                | Quincena          | 2'   |
| 13.                | Dissetena         | 8'   |
| 14.                | Corneta V         | 8'   |
| 15.                | Plens III-IV      | 1/3' |
| 16.                | Trompeta Real     | 8'   |

| II Expressiu C–g3 |                |       |
| 17.               | Gran Principal | 8'    |
| 18.               | Gamba (Gamba)  | 8'    |
| 19.               | Bordó (Bordun) | 8'    |
| 20.               | Veu Celeste    | 8'    |
| 21.               | Flautat Cònica | 4'    |
| 22.               | Tapadet        | 4'    |
| 23.               | Nasard 12a     | 2/3'  |
| 24.               | Flabiolet      | 2'    |
| 25.               | Nasard 17a     | 13/5' |
| 26.               | Oboè Trèmol    | 8'    |

- Koppel: II/I, I/P, II/P

Källa: 
När kyrkan är färdigbyggd kommer flera olika orglar att installeras i kyrkan, dessa kommer att kunna spelas på var för sig vid sitt eget spelbord vid orgeln, men ett mobilt spelbord som kan styra alla orglarna kommer också installeras. Sammanlagt beräknas orglarna ha cirka 8 000 pipor.

## Betydelse
Sagrada Família är ingen katedral i betydelsen biskopssäte, utan rollen som katedral och biskopssäte för romersk-katolska kyrkan i Barcelona innehas av Santa Eulàlia i gamla staden. Däremot är den en av senare års mest omskrivna och välbesökta kyrkor/kyrkobyggen. Den är monumental i sin utformning men med ovanligt utseende – enligt den katalanska modernismen – och olikt den gotiska kyrkotraditionen från många europeiska katedraler och basilikor. På sitt sätt är den ett konstverk under produktion. När det centrala Jesus Kristustornet färdigställts kommer Sagrada Família att vara 172,5 meter hög, vilket motsvarar den största höjden för någon religiös byggnad i världen och högre än både Mole Antonelliana och Ulmer Münster. Den officiella romersk-katolska beteckningen mindre basilika syftar närmast på att Sagrada Família inte har någon officiell roll inom kyrkan och inte på byggnadens storlek (som överträffar många kristna katedraler).
Byggnadens två färdigställda sidofasader och deras vardera fyra fingerliknande torn är ikoniska och lätt igenkännliga symboler för Barcelona; de rimmar också med det "heliga" fyrtal som bland annat figurerar i regionen Kataloniens flagga. Sagrada Família är en turistmagnet och lockar årligen (2019) knappt 5 miljoner turister, vilket gör kyrkan till Barcelonas viktigaste turistmål och bidrar till den största mängden av kyrkobyggets årliga intäkter på 50 miljoner euro. Dessutom är Sagrada Família det mest besökta monumentet i Spanien, liksom (enligt vissa källor) den mest besökta turistattraktionen i världen.
Kyrkan är stiftelseägd, av Junta Constructora del Temple Expiatori de la Sagrada Família. Den stora uppmärksamheten kring detta romersk-katolska kyrkobygge innebär dock att både kommunen Barcelona och den romersk-katolska kyrkan har intressen i Sagrada Família. Den metropolitanske ärkebiskopen i Barcelona är hedersordförande i den ovannämnda stiftelsen. Samtidigt har staden Barcelona underlättat turistströmmarna runt kyrkan genom att upplåta de två omgivande parkerna till relaterad verksamhet, liksom man är villig att riva delar av ett angränsande kvarter för att kyrkobygget ska kunna färdigställas enligt plan.